# Zacharias Meier
Zacharias Meier, auch Mayer oder Meyer, (* um 1550; begraben am 2. Mai 1617 in Lübeck) war ein deutscher Kaufmann, Zollschreiber und Diplomat.

## Leben und Wirken
Die Namen von Meiers Eltern und Hintergründe zu seiner Familie sind nicht überliefert; welche Ausbildung er erhielt, ist weitgehend unbekannt. Er lebte vermutlich größtenteils in Lübeck, wo sein Name erstmals 1574 im Rahmen einer von ihm angebotenen Weinkost für 38 Personen zu finden ist. Von 1598 bis 1614 stellte er sich mehrfach als Bürge, Zeuge, Vormund, Bevollmächtigter und Nachlassverwalter zur Verfügung. Daher ist davon auszugehen, dass er ein angesehener Lübecker Bürger war. Gesichert von 1598 bis 1602, wahrscheinlich jedoch für einen längeren Zeitraum, arbeitete er als Pfandzollschreiber von Waren, die Lübeck erreichten oder ausgeführt wurden. Somit nahm er eine gehobene Position in der Stadt ein.
Meier betätigte sich vermutlich seit dem Beginn der 1570er Jahre zumeist im Russlandhandel und lernte wohl in diesem Zusammenhang die russische Sprache. Als Kaufmann wurde er nur im Jahr 1580 in Dokumenten erwähnt. Hier nahm er in Narva eine Schiffsladung von Flachs, Honig, Salz und Papier entgegen und stritt über deren Abrechnung lange mit einem Bürger aus Stettin. Der Rechtsstreit endete 1592 vor dem Reichskammergericht.
Meiers wesentliche Bedeutung lag in der Diplomatie der Hanse, bzw. Lübecks im Austausch mit Russland. Die Hanse entsandte ihn angeblich über einen Zeitraum von über zwanzig Jahren 16 Mal als Diplomat nach Russland. Belege existieren für zwei Reisen im Jahr 1586 und weitere derartige Unternehmungen in den Jahren 1588, 1593, 1596, 1600 und 1603. Zeitgenossen berichteten von weiteren Reisen in den Jahren 1586 und 1603. Bei einer Reise vom Januar bis Juni 1586 erhielt Meier für Hansestädte die Erlaubnis des Zaren, in Moskau, Nowgorod und Pskow frei handeln zu dürfen. Lübeck durfte außerdem in Nowgorod und Pskow Höfe einrichten. Von Juli bis November 1586 besuchte er wieder Moskau und handelte dort erfolgreich einen Geleitbrief für eine hanseatische Gesandtschaft aus. Die Gesandtschaft kam aber nie zustande; die Kaufleute der Hanse bekamen in den Folgejahren auch keine Privilegien im Handel mit Russland.
Meier besuchte mehrfach Moskau und bemühte sich dort, auch mit Empfehlungsschreiben Kaiser Rudolfs II. ausgestattet, um neue Handelshöfe. Aufgrund anhaltender Auseinandersetzungen zwischen Russland, Polen und Schweden endeten seine Versuche erfolglos. Im Herbst 1595 reiste er erneut nach Moskau mit dem Ziel, Handelserleichterungen zu erzielen. Außerdem bekam er den Geheimauftrag, zu ermitteln, welche Rolle für die Hansestädte in den Bestimmungen des zwischen Russland und Schweden geschlossenen Friedensvertrages vorgesehen war. Während dieser Zeit gestanden die Russen den Engländern Freihandelsrechte zu, was der neue Zar Boris Godunow förderte und damit die Lübecker erzürnte.
1575 hatten die Hansestädte beschlossen, eine Gesandtschaft nach Russland zusammenzustellen. Die Planungen wurde Ende des 16. Jahrhunderts finalisiert. Im Herbst 1599 erhielt Meier vom Lübecker Rat den Auftrag, erneut Moskau zu besuchen. Er reiste über Prag, wo er um Geleitbriefe von Kaiser Rudolf II. bitten sollte. Aufgrund der weiträumig ausgebrochenen Pest führte sein Weg vom November 1599 bis Februar 1600 über Schlesien, Polen, Preußen, Kur- und Livland nach Moskau. Der Zar stellte ihm hier einen Geleitbrief für eine Gesandtschaft aus. In der russischen Hauptstadt konnte er die Beschlagnahmung deutscher Handelsgüter abwenden. Im Mai 1600 erreichte er wieder Lübeck.
Die Frage der Entlohnung von Meier für seine geplante Reise mit der Gesandtschaft, über die nur wenige Quellen existieren, löste offensichtlich einen Streit aus. Unter den Hansestädten herrschte keine Einigkeit über Sinn und Ziele einer teuren Gesandtschaft. Ein Komitee, das sich endgültig für die Gesandtschaft entschied, bestand aus mehr als 40 Personen. Dabei handelte es sich um die Bürgermeister, Ratsherren, Diener, Kutscher und Kaufleute aus Lübeck und Stralsund, darunter der Lübecker Bürgermeister Conrad Garmers, der Lübecker Ratsherr Heinrich Kerkring und der Lübecker Ratssekretär Johan Brambach. Meier sollte während der Reise dolmetschen. Die Reise begann am 13. Januar 1603 in Lübeck. Am 25. März 1603 kam die Delegation auf dem Landweg in Moskau an. Meier verantwortete auch die Finanzen des lübischen Teils, die mehr als 50.000 Mark ausmachten. Er dokumentierte die Ausgaben für Unterkunft, Proviant und Reparaturen, Pferdemieten, Trinkgelder, Spenden und Gastgeschenke in ausführlichen Abrechnungen.
In Moskau brachte Meier die Gesandtschaft in einer repräsentativen Herberge unter. Er nahm an aufwändigen, äußerst komplizierten Verhandlungen mit dem Zaren und dessen Räten teil, die am 1. Juni 1603 endeten. Der Zar erklärte sich dabei lediglich dazu bereit, den Hansestädten eingeschränkte Zollprivilegien einzuräumen. Außerdem sollten sie Handelshöfe in Nowgorod, Ivangorod außerhalb Pskows unterhalten, jedoch keine Kirchen errichten dürfen. Die Gesandten und auch Meier bemühten sich erfolglos um bessere Verträge und reisten am 11. Juni 1603 von Moskau nach Nowgorod. Teilnehmer der Gesandtschaft aus Stralsund fuhren von dort über die Narva in ihre Heimat. Die Personen aus Lübeck wählten den Landweg über Pskow und forderten unterwegs ihre Privilegien ein.
Am 29. August 1603 erreichten die Gesandten aus Lübeck ihre Heimatstadt. Anschließend kam es zu heftigen Auseinandersetzungen mit Teilnehmern aus Stralsund. Diese warfen Meier vor, während der Reise eigenmächtig gehandelt, persönliche Kontakte zum Kanzler des Zaren unterhalten zu haben und einseitig für die Belange Lübecks eingetreten sei. Die Lübecker nahmen Meier für sein selbstständiges Auftreten in Schutz. Die Angelegenheit wurde 1604 auf einem Hansetag diskutiert. Lübecker wie Stralsunder schrieben darüber einen eigenen Reisebericht.
Meiers Name ist in Lübecker Dokumenten danach nur noch im Jahr 1614 zu finden. Seine Bestrebungen, in Nowgorod und Pskow neue Handelshöfe zu eröffnen, wurden erst nach seinem Tod in den 1630er Jahren umgesetzt.